# Demonax exilis
Demonax exilis là một loài bọ cánh cứng trong họ Cerambycidae.